# Dongkou
Dongkou, tidigare romaniserat Tungkow, är ett härad som lyder under Shaoyangs stad på prefekturnivå i Hunan-provinsen i södra Kina.